# Hartwicusstraße
Die Hartwicusstraße ist eine Innerortsstraße in West-Ost-Richtung in Hamburg-Uhlenhorst. Sie verläuft entlang des Mundsburger Kanals zwischen Schwanenwik und Schürbeker Straße. Der Name Hartwicus wurde um 1247 als Eigentümer der Kuhmühle urkundlich erwähnt.

## Abschnitt Schwanenwik bis Papenhuder Straße

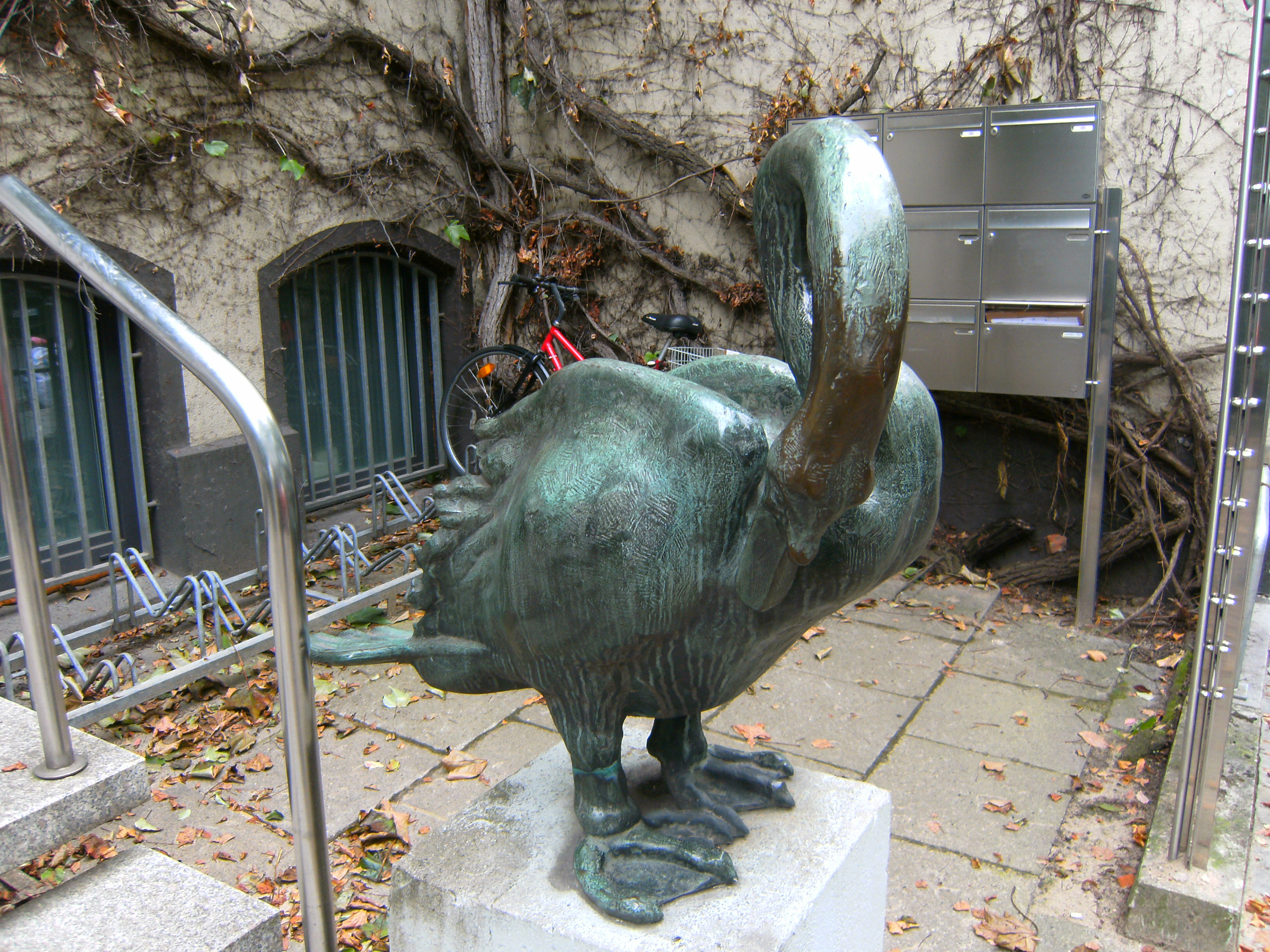
Hamburg, Hartwicusstraße 3, Schwanenskulptur

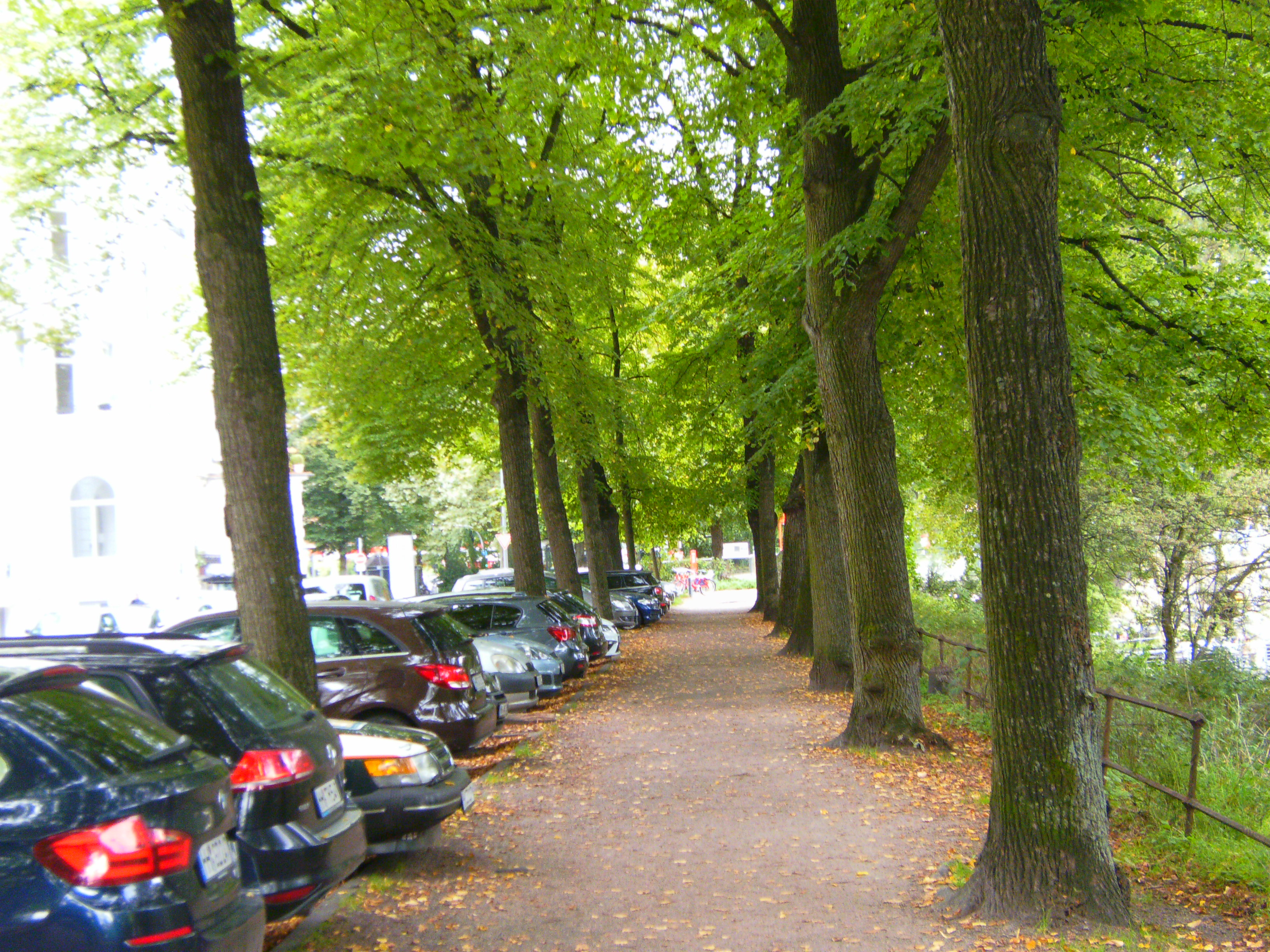
Hamburg, Hartwicusstraße: Abschnitt Schwanenwik Richtung Papenhuder Straße. Allee oberhalb des Mundsburger Kanals.

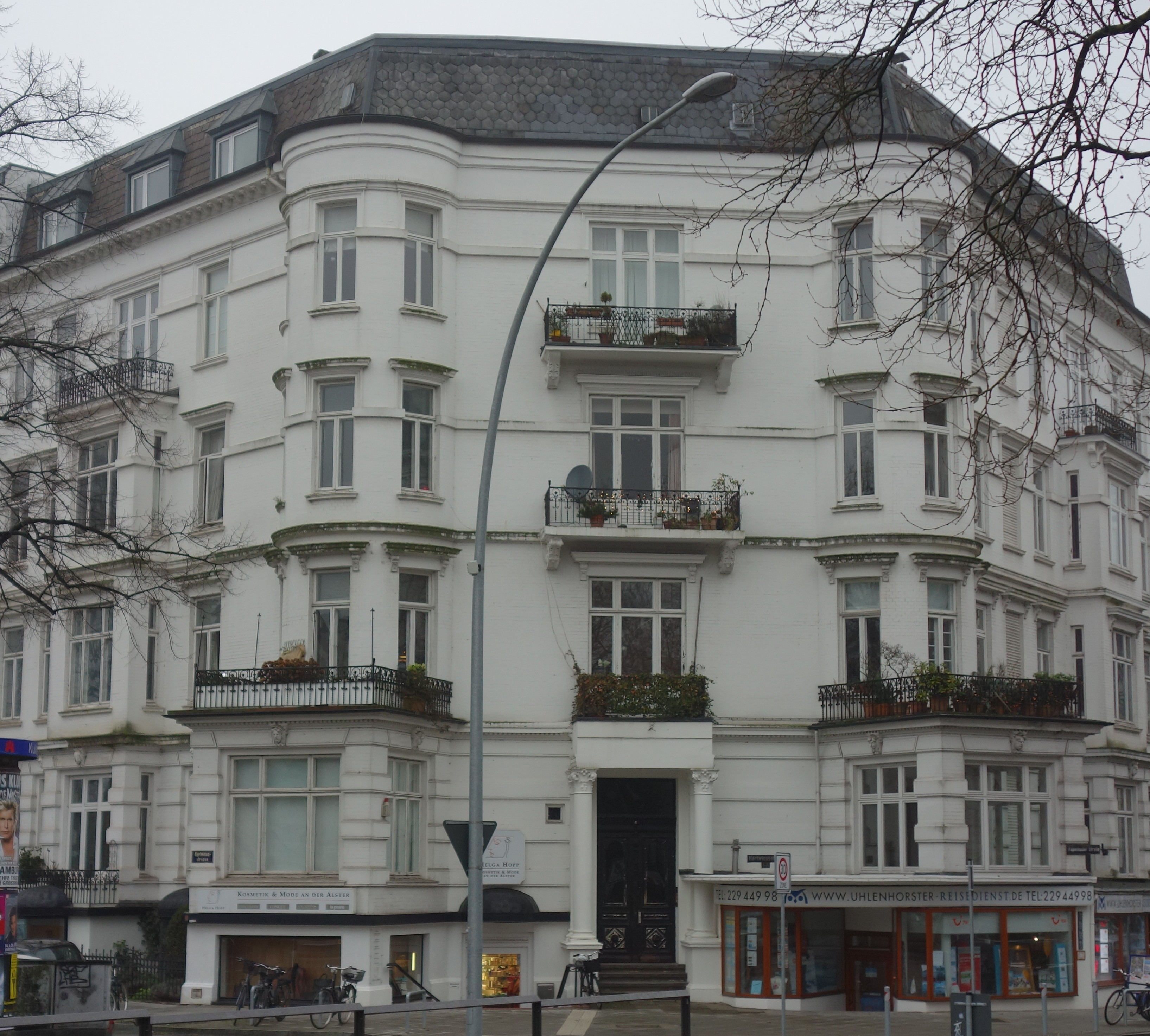
Eckhaus in Uhlenhorst, Hartwicusstraße/Ecke Papenhuder Straße, Denkmalnummer 20576

Die Hartwicusstraße beginnt nördlich der Schwanenwikbrücke und ist im Abschnitt bis zur Papenhuder Straße durch ihre Lage, die Fußgängerallee oberhalb des Mundsburger Kanals und die weißen Häuserfronten, die typisch sind für den Einzugsbereich der Außenalster, geprägt. Die Straße hat in diesem Abschnitt kaum Durchgangsverkehr. Ein Fußgängerweg unterquert die Straße Schwanenwik und führt direkt von der Hartwicusstraße zur Mündung des Mundsburger Kanals in die Außenalster. Vor der Hartwicusstraße 2 und 3 liegen Stolpersteine. In der Hartwicusstraße 3 ziert eine Schwanenskulptur den Hauseingang. Die Häuser in Nummer 5 und 6 sind als Gründerzeithäuser mit weißer Fassade erhalten. Bei der Hartwicusstraße 7 führt eine breite Treppe zu einem Restaurant mit Terrasse direkt am Mundsburger Kanal.

## Abschnitt Papenhuder Straße bis Mundsburger Damm
Diese Abschnitt ist als Einbahnstraße eine Verbindung vom Mundsburger Damm zur Papenhuder Straße und grenzt an einen kleinen parkähnlichen Platz. Hier prägen weiße Mehrfamilienhäuser und die Seitenfront einer weißen Gründerzeitvilla, deren Eingang in der Papenhuder Straße liegt, das Bild.

## Abschnitt Mundsburger Damm bis Schürbeker Straße

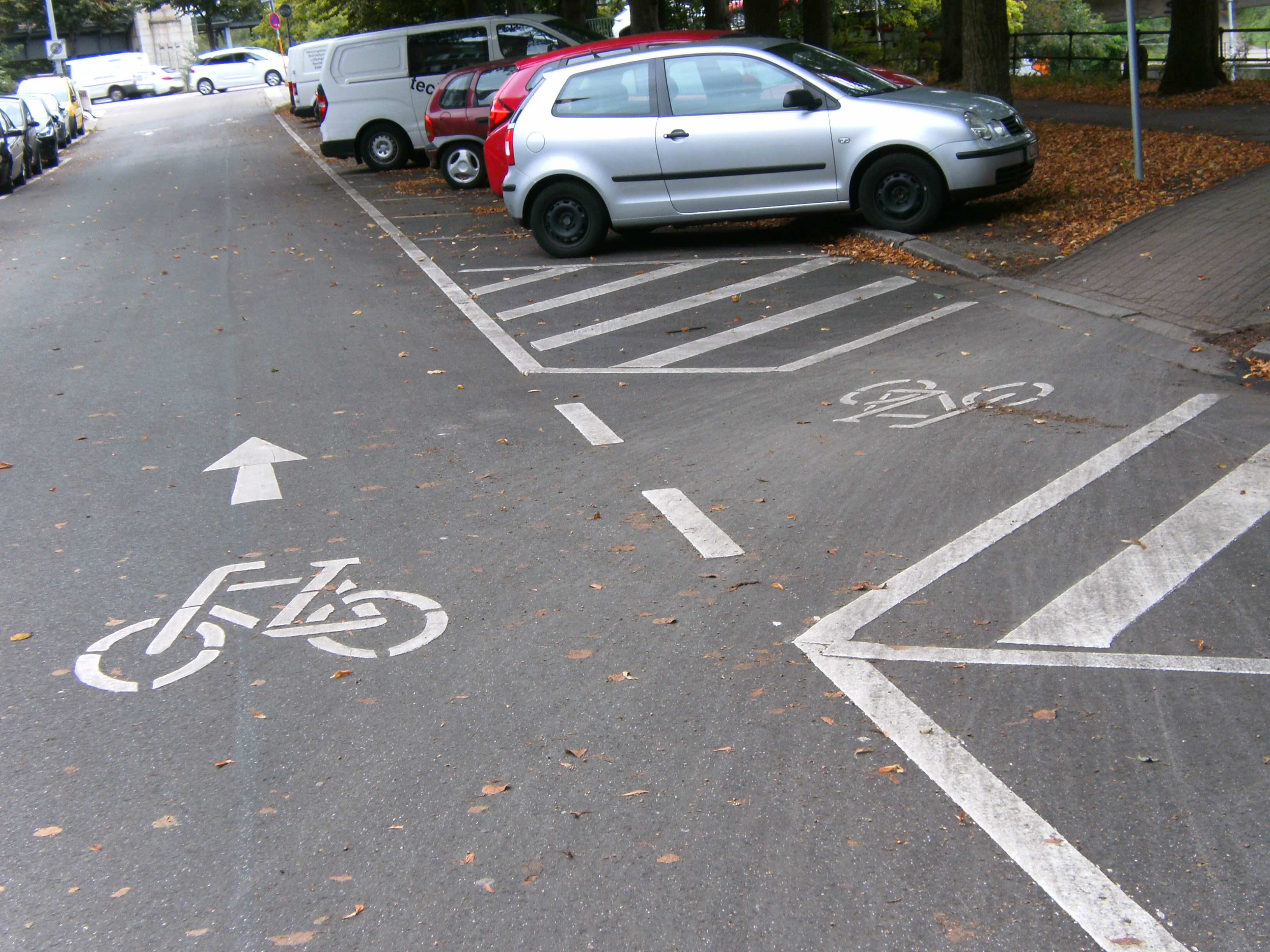
Veloroute 6 (Hamburg) stadtauswärts. Hartwicusstraße: Abzweig zur Unterfahrung der Kuhmühlenbrücke.

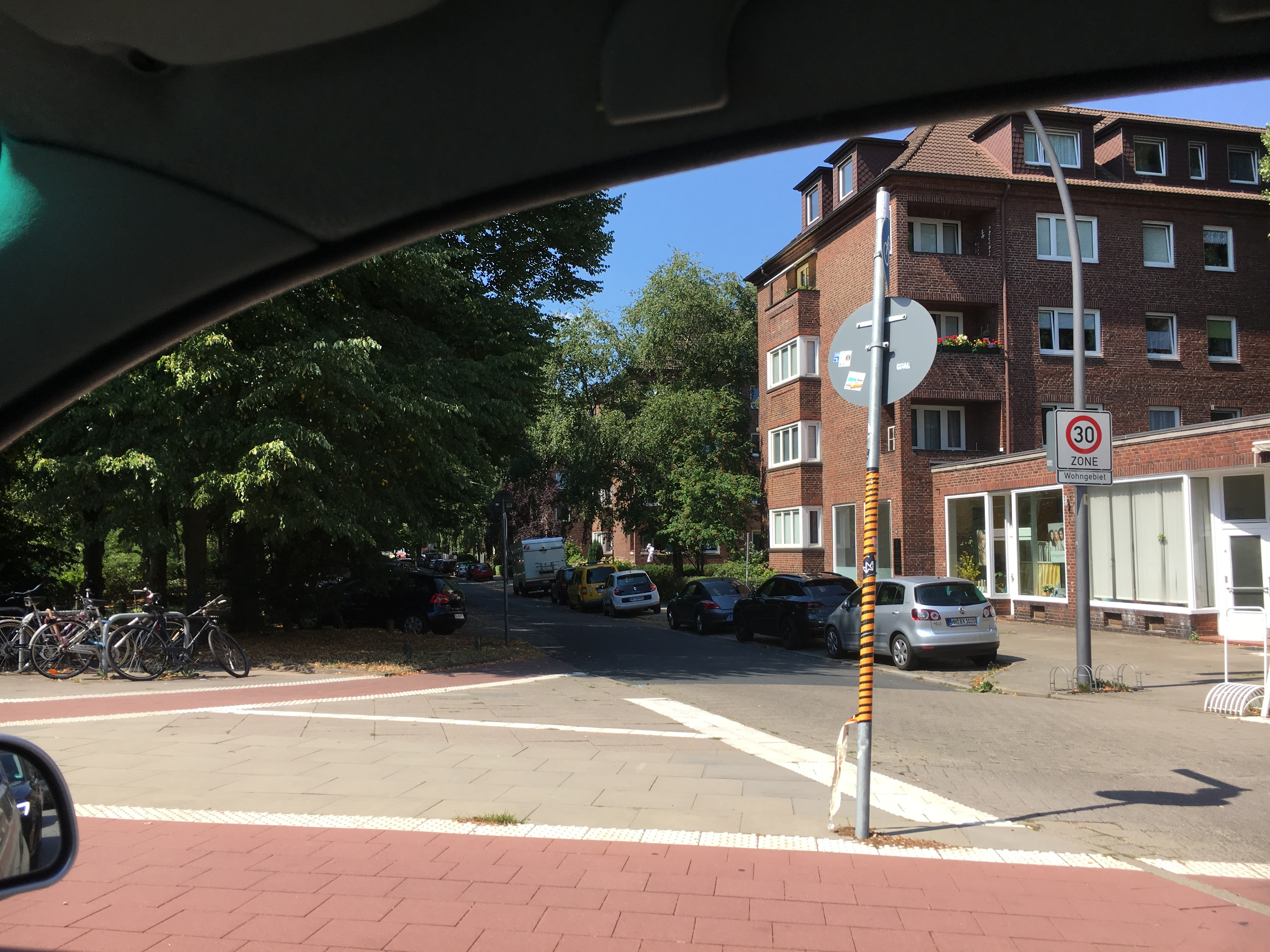
Klinkerbauten in der Hartwicusstraße/Ecke Schürbeker Straße

Dieser Abschnitt ist gleichzeitig Teil der Veloroute 6 (Hamburg). Die Fußgängerallee oberhalb des Mundsburger Kanals ist auch hier vorhanden. Die Häuser entlang dieses Abschnitts sind Nachkriegsklinkerbauten, die nach der Zerstörung im Zweiten Weltkrieg aufgebaut wurden. 